# Práznovce
Práznovce (bis 1973 slowakisch „Praznovce“; deutsch Prasnowitz, ungarisch Práznóc) ist eine Gemeinde im Westen der Slowakei mit 966 Einwohnern (Stand 31. Dezember 2024) und gehört zum Okres Topoľčany, einem Kreis des Nitriansky kraj.

## Geographie
Die Gemeinde befindet sich im Nordteil des Hügellandes Nitrianska pahorkatina, einem Teil des slowakischen Donautieflands. Genauer liegt sie auf einer Flurterrasse zwischen den Bächen Vyčoma und Dršňa, am linken Ufer der Nitra. Am gegenüberliegenden Ufer mündet die Bebrava in den Fluss. Das Gemeindegebiet ragt mit einem schmalen Zipfel in den Hauptkamm des Gebirges Tribeč hinein. Das Ortszentrum liegt auf einer Höhe von 169 m n.m. und ist fünf Kilometer von Topoľčany entfernt.
Nachbargemeinden sind Krušovce im Norden, Bošany im Nordosten und Osten, Krnča, Zlatno und Velčice im Südosten, Solčany im Süden und Topoľčany im Westen.

## Geschichte
Práznovce wurde zum ersten Mal 1183 als Proznouch schriftlich erwähnt. Weitere historische Namen sind Prezniche (1287), Preznolch (1354), Praznolch (1401) und Praznowce (1773). Zuerst lag das Dorf im Herrschaftsgebiet der Neutraer Burg, später war es Besitz des Oligarchen Matthäus Csák, 1326 besaß das örtliche Geschlecht Práznóczi die Mehrheit der Ortsgüter. Später wechselte der Besitz zwischen verschiedenen Familien des niederen Adels. 1556 hatte die Ortschaft sechs Porta und eine Mühle, 1715 wohnten acht Haushalte im Ort. 1828 zählte man 38 Häuser und 267 Einwohner, die als Landwirte beschäftigt waren.
Bis 1918 gehörte der im Komitat Neutra liegende Ort zum Königreich Ungarn und kam danach zur Tschechoslowakei beziehungsweise heute Slowakei.
Von 1976 bis 1996 war Práznovce Teil der Stadt Topoľčany.

## Bevölkerung
| Jahr                | 1994 | 2004 | 2014    | 2024    |
| ------------------- | ---- | ---- | ------- | ------- |
| Anzahl der Personen | 0    | 962  | 969     | 966     |
| Unterschied         |      | –    | +0,72 % | −0,30 % |

| Jahr                | 2023 | 2024    |
| ------------------- | ---- | ------- |
| Anzahl der Personen | 977  | 966     |
| Unterschied         |      | −1,12 % |

Nach der Volkszählung 2011 wohnten in Práznovce 962 Einwohner, davon 910 Slowaken, fünf Magyaren sowie jeweils zwei Polen, Roma und Tschechen. Zwei Einwohner gaben eine andere Ethnie an und 39 Einwohner machten keine Angabe zur Ethnie.
829 Einwohner bekannten sich zur römisch-katholischen Kirche, 11 Einwohner zur Evangelischen Kirche A. B., acht Einwohner zur griechisch-katholischen Kirche; zwei Einwohner bekannten sich zu einer anderen Konfession. 55 Einwohner waren konfessionslos und bei 57 Einwohnern wurde die Konfession nicht ermittelt.

## Bauwerke
- Kapelle der Jungfrau Maria im Barockstil aus dem Jahr 1776

## Verkehr
Bei Práznovce passiert die Ortsumgehung Topoľčany im Verlauf der Straße 1. Ordnung 64. Im Ort Baštín ist die Gemeinde an die Straße 2. Ordnung 593 angeschlossen.
Der nächste Bahnhof ist Topoľčany an der Bahnstrecke Nové Zámky–Prievidza.